# Real Federación Española de Balonmano
Real Federación Española de Balonmano (akronym: RFEBM), är Spaniens nationella handbollförbund.